# Jan Sýkora
Jan Sýkora (ur. 29 grudnia 1993 w Pilźnie) – czeski piłkarz występujący na pozycji pomocnika w czeskim klubie Viktoria Pilzno.

## Kariera klubowa
Grę w piłkę nożną rozpoczął w wieku 7 lat w amatorskim klubie FC Švihov. Następnie trenował w TJ Přeštice (2003–2008) oraz Viktorii Pilzno (2008–2011). Karierę piłkarską na poziomie seniorskim rozpoczął w klubie Sparta Praga. W 2011 stał się członkiem zespołu rezerw. 13 sierpnia 2011 zadebiutował w nich w drugiej lidze czeskiej w przegranym 1:2 wyjazdowym meczu z FK Ústí nad Labem. Na koniec sezonu 2011/2012 spadł ze swoim zespołem do III ligi. W rezerwach Sparty grał do końca sezonu 2013/2014. Latem 2014 Sýkora został wypożyczony na okres jednego roku do FC Zbrojovka Brno. W zespole Zbrojovki swój debiut zaliczył 26 lipca 2014 w przegranym 0:2 wyjazdowym spotkaniu z FK Jablonec. Łącznie rozegrał w jej barwach 26 ligowych spotkań i zdobył 4 bramki.
W 2015 Sýkora został zawodnikiem Slovana Liberec. W Slovanie zadebiutował 20 września 2015 w zwycięskim 3:0 domowym meczu przeciwko 1. FK Příbram. W styczniu 2017 Sýkora przeszedł za kwotę miliona euro do Slavii Praga. Zadebiutował w niej 18 lutego 2017 w wygranym 2:0 domowym meczu z FC Vysočina Igława. W barwach Slavii wywalczył dwukrotnie mistrzostwo Czech (2016/2017, 2018/2019) oraz dwukrotnie krajowy puchar (2017/2018, 2018/2019). W latach 2019–2020 występował na wypożyczeniu w Slovanie Liberec, a następnie w FK Jablonec. W sierpniu 2020 podpisał czteroletni kontrakt z Lechem Poznań.

## Kariera reprezentacyjna
Sýkora w latach 2010–2015 grał w młodzieżowych reprezentacjach Czech w kategorii U-17, U-18, U-19, U-20 oraz U-21. W reprezentacji Czech zadebiutował 11 października 2016 w zremisowanym 0:0 meczu eliminacji Mistrzostw Świata 2016 z Azerbejdżanem, rozegranym w Ostrawie. W listopadzie 2017 zdobył pierwszą bramkę w drużynie narodowej w meczu towarzyskim przeciwko Islandii (2:1) w Doha.

## Statystyki kariery
Aktualne na 14 września 2020:
| Sezon   | Klub           | Kraj   | Rozgrywki   | Mecze | Gole |
| ------- | -------------- | ------ | ----------- | ----- | ---- |
| 2011/12 | Sparta Praga B | Czechy | FNL         | 23    | 3    |
| 2012/13 | Sparta Praga B | Czechy | ČFL         | ?     | ?    |
| 2013/14 | Sparta Praga   | Czechy | 1. ČFL      | 0     | 0    |
| 2014/15 | Zbrojovka Brno | Czechy | 1. ČFL      | 26    | 4    |
| 2015/16 | Slovan Liberec | Czechy | 1. ČFL      | 21    | 1    |
| 2016/17 | Slovan Liberec | Czechy | 1. ČFL      | 13    | 0    |
| 2016/17 | Slavia Praga   | Czechy | 1. ČFL      | 11    | 2    |
| 2017/18 | Slavia Praga   | Czechy | 1. ČFL      | 17    | 2    |
| 2018/19 | Slavia Praga   | Czechy | 1. ČFL      | 12    | 1    |
| 2018/19 | Slovan Liberec | Czechy | 1. ČFL      | 8     | 1    |
| 2019/20 | FK Jablonec    | Czechy | 1. ČFL      | 29    | 8    |
| 2020/21 | Lech Poznań    | Polska | Ekstraklasa | 2     | 0    |

## Bramki w reprezentacji
| Lp. | Data       | Miejsce           | Przeciwnik | Bramki    | Rezultat | Ranga meczu     |
| --- | ---------- | ----------------- | ---------- | --------- | -------- | --------------- |
| 1.  | 08.11.2017 | Doha, Katar       | Islandia   | Gol       | 2:1      | Mecz towarzyski |
| 2.  | 11.11.2021 | Ołomuniec, Czechy | Kuwejt     | Gol · Gol | 7:0      | Mecz towarzyski |

## Sukcesy

### Slavia Praga
- Mistrzostwo Czech: 2016/2017, 2018/2019
- Puchar Czech: 2017/2018, 2018/2019